# Fernando Alonso Peláez (obispo)
Fernando Alonso Peláez o Fernando III fue obispo de Oviedo entre los años 1295 y 1301. Este obispo concedió mandó y dio poder al concejo de la Tierra de Ribadeo, para hacer puebla en su nombre en el lugar de Castropol, a condición de que los moradores del concejo se comprometieran a guardar los derechos de la Iglesia de Oviedo en aquella Tierra. Esta nueva villa sustituirá a la puebla de Revoredo donde hasta entonces se centraban los cargos del  concejo de Ribadeo. El poblamiento de la nueva villa no tendrá lugar sino hasta el año 1300, en el que se procede a distribución en cuadriellas del territorio, otorgándoles el Fuero de Benavente, mediante documento cuyo original se data por el Sr. Luanco el 21 de junio de 1313.
Este obispo llevó a cabo un acuerdo con el Ayuntamiento de Oviedo sobre las herencias en Las Regueras,  Tudela, Cerdeño y Naranco. Durante su pontificado se construyó la Sala capitular de la catedral. En esta época uno de los arcedianos del obispado trajo desde Roma un bello y valiosísimo díptico de marfil por el cual se cantaban los anuncios de las fiestas móviles.

| Predecesor: Fernando II | Obispo de Oviedo 1295 - 1301 | Sucesor: Fernando IV |